# Dak'Art 1992
La Biennale di Dakar del 1992 (14-20/12/1992) è la prima edizione della Biennale di Dakar consacrata alle arti visive. La mostra con il titolo ufficiale di Biennale Internationale des Arts de Dakar si svolge a Dakar in Senegal tra il 14 e il 20 dicembre 1992 e viene inaugurata ufficialmente dal presidente del Senegal Abdou Diouf nel Teatro nazionale Daniel Sorano.

## Storia
Nel 1992 la prima edizione della Biennale cade non a caso prima delle elezioni politiche ed il presidente Diouf viene subito accusato di promuovere la manifestazione culturale soltanto come strumento per la sua campagna elettorale e per accattivarsi gli intellettuali senegalesi che da anni gli rimproveravano il suo totale disinteresse verso la cultura. Il sostegno politico sembra però non esaurirsi con le elezioni e sia Diouf che il suo successore Abdoulaye Wade rinnovano ad ogni edizione il loro interesse e l'interesse dello Stato nel sostenere l'evento.

## Organizzazione
La Biennale del 1992 ha un'organizzazione diversa rispetto alle edizioni successive. Per quanto riguarda le istituzioni, l'evento viene gestito essenzialmente dalle stesse persone che si occupano della Biennale des Lettres nel 1990: cambiarono soltanto alcuni responsabili delle commissioni (esposizioni e animazione, accoglienza e alloggio) e viene aggiunto un consulente per l'arte contemporanea.
La responsabilità dell'evento viene affidata al Segretario Generale della Biennale Amadou Lamine Sall (lo stesso segretario generale della Biennale de Lettres del 1990) e a tre assistenti ed animatori culturali (Christian Tonani, Ismaïla Diouf e Mamadou Diouf). Il Segretariato Generale viene affiancato dal Comitato Tecnico presieduto da Cheikh Hamidou Kane e diviso in diverse commissioni ciascuna con l'incarico di gestire l'organizzazione pratica delle esposizioni e dell'animazione (Mamadou Niang), dei dibattiti (Moustapha Tambadou), del budget (Moussa Sene), delle relazioni pubbliche (Mouhamadou Moustapha Dia), dell'accoglienza e dell'alloggio (Aïcha Lo); il segretariato è anche affiancato dalla commissione scientifica che ha presieduto i colloqui internazionali sulla letteratura della Biennale di Dakar del 1990 e che viene mantenuta invariata. Marie-Laure Croiziers de Lacvivier ha il ruolo di consulente per l'arte contemporanea.

### Giuria Internazionale
La Giuria Internazionale è costituita da 14 membri tutti residenti a Dakar: 6 stranieri e 8 senegalesi. I membri internazionali sono l'egiziano Samir Sobhy (presidente della giuria, artista e rappresentante dell'UNICEF a Dakar), i francesi François Belorgey (direttore del Centro Culturale Francese di Dakar) e Sylvie Plateau (presidente dell'ADAPAC), la canadese Sylvie Fortin (professoressa d'arte), l'argentino Hector Alberto Flores (Ambasciatore a Dakar) e lo statunitense Thomas Hodges (direttore del Centro Culturale Americano di Dakar). I senegalesi nominati sono Mamadou Niang (professore d'arte, consigliere tecnico del Ministero della Cultura e presidente della Commissione Esposizioni e Animazione), Moustapha Tambadou (consigliere del Ministro della Cultura, presidente della Commissione Dibattiti), Massamba Lam (direttore dei musei dell'IFAN Ch.A.Diop), Rémi Sagna (direttore delle arti, delle lettere e delle biblioteche del Ministero della Cultura), Kalidou Sy (direttore dell'Ecole Nationale des Beaux-Arts di Dakar), Abdou Sylla (critico, ricercatore del dipartimento d'estetica dell'IFAN), Ismaïla Diouf (animatore culturale, membro del Segretariato della Biennale e responsabile delle relazioni pubbliche della Galleria Nazionale d’Arte) e Mamadou Diouf (animatore culturale e membro del Segretariato della Biennale).

### Selezione delle opere
Le opere presentate durante la Biennale sono selezionate e poi premiate dalla Giuria Internazionale, che le sceglie tra circa 300 proposte; la Giuria segue i criteri di creatività, originalità e innovazione, preferendo i lavori più recenti degli artisti.

### Budget
La Biennale del 1992 ha un budget di circa 300.000.000 franchi CFA [448.350,00 euro] e lascia un debito di circa 37.000.000 franchi CFA [55.307,15 euro]: questo debito viene saldato grazie alle sponsorizzazioni arrivate in ritardo e grazie al contributo statale del 1994 per il funzionamento del Segretariato Generale. La Biennale del 1992 è quindi finanziata dal Governo Senegalese, dal Comune di Dakar, dalla Commissione europea, dal Ministero Francese di Cooperazione e di Sviluppo, dal Ministero Francese dell'Educazione e della Cultura, dall'Agenzia di Cooperazione Culturale e Tecnica (ACCT), dal Comune di Parigi, dal Segretariato di Stato della Francofonia e delle Relazioni Culturali Esterne, dal Québec (Canada), dalla Comunità Francese del Belgio, dall'Istituto Culturale Africano (ICA), dalla Svizzera, dall'UNESCO, dal Programma delle Nazioni Unite per lo Sviluppo (PNUD), dall'UNICEF, dall'Associazione Internazionale dei Critici d'Arte (AICA) e dalle società SONATEL e LONASE.

## Programma

### Programma ufficiale (in)

#### Esposizione internazionale
L'Esposizione Internazionale è intitolata Arts et Regards croisés sur l'Afrique [Arte e sguardi incrociati sull'Africa] ed è ospitata nel nuovo padiglione del Museo d'Arte dell'IFAN, costruito dall'architetto Northern Koreans specificatamente per la Biennale. L'Esposizione Internazionale della Biennale del 1992 presenta 109 artisti, provenienti da 37 paesi e da 4 continenti.
Tra gli artisti africani che parteciparono all'Esposizione Internazionale ci sono Ouattara (1957, Costa d'Avorio), Abdoulaye Konaté (1953, Mali), Sokari Douglas Camp (1958, Nigeria/Gran Bretagna) e John Goba (1944, Sierra Leone). Gli artisti senegalesi sono senza dubbio i più numerosi e si distinguono in particolare Ousmane Sow (1935), Viyé Diba (1954, con opere pittoriche), Souleymane Keïta (1947) e Fodé Camara (1958). Due artisti vincono il Gran Premio del Presidente della Repubblica, dividendosi il compenso di 5.000.000 franchi CFA [7.473, 94 euro]: Moustapha Dimé (1952, Senegal) con l'opera La Couple e Zerihun Yetmegeta (1943, Etiopia) con l'opera When the Sun Gets the Moon.

#### Il Salone dell'Amicizia
Il Salone dell'Amicizia – un'esposizione vendita di opere d'arte – è allestita nella Galleria Nazionale e presenta le opere in vendita di 51 artisti, provenienti da 11 paesi: Argentina con 2 artisti, Benin 1, Cina 2, Gambia 2, Turchia 1, Tunisia 2, Francia 1, USA 4, Svizzera 3, Gambia 3 e Senegal 30.

#### Dibattiti
Durante la Biennale sono organizzati dei dibattiti intorno al tema Permanence et Mutations de l'Art africain [Permanenza e cambiamenti dell'arte africana], ai quali partecipa anche Ery Camara (il testo del suo intervento è stato presentato dalla rivista "Atlantica Revista de Arte y Pensamiento"). Ery Camara traccia un panorama della situazione dell'arte in Africa, incoraggiando il continente a scoprire e a indagare i suoi valori e la sua ricchezza culturale; le critiche di Camara sono quindi indirizzate verso le esposizioni internazionali che denigrano gli artisti africani e che creano una percezione distorta dell'estetica e della situazione africana (critica in particolare i testi dei cataloghi dell'esposizione Africa Now a cura di André Magnin e di Africa Explorers: 20th Century African Art a cura di Susan Vogel).
Delle Giornate di Partenariato incoraggiano artisti, critici e operatori culturali ad analizzare le possibilità per la promozione dell'arte contemporanea africana e a collaborare nella realizzazione di progetti comuni.

#### Animazioni
Le animazioni (particolarmente criticate – secondo Isabelle Bosman – per l'ampiezza eccessiva e per il lato un po' “populista”) propongono soprattutto costosi concerti di alcune star internazionali (Youssou N’Dour, Baba Maal, Omar Pène, Aicha Koné, Soukous Stars…).

### Programma parallelo (off)
Durante la Biennale del 1992 vengono organizzati più di 20 eventi paralleli, tra cui le esposizioni della Gallerie 39 (Centro Culturale Francese di Dakar), del Centro Culturale Italiano e del Villaggio della Biennale (con una mostra di arte popolare). Contemporaneamente alla Biennale viene organizzata sull'Isola di Gorée la prima edizione dello spettacolo Sons et Lumière.

## Documentazione e caratteristiche
Il materiale attraverso il quale è possibile analizzare La Biennale del 1992 è piuttosto limitato: l'edizione riceve pochissime recensioni e tutti i documenti vengono perduti nel 1993.
I cataloghi dell'Esposizione Internazionale e del Salone dell'Amicizia sono organizzati in base alla nazionalità dei partecipanti, con una breve biografia degli artisti e l'immagine di un'opera (non per tutti gli artisti). I cataloghi non presentano testi critici; vi è solo una breve introduzione del Segretario Generale Amadou Lamine Sall. La Biennale del 1992 produce anche un passaporto per i partecipanti, un libretto con informazioni pratiche sulle sedi espositive, sugli organizzatori e sui vari paesi rappresentati all'interno dell'evento.
Octavio Zaya e Antonio Zaya partecipano alla Biennale del 1992 come corrispondenti della rivista Atlantica Revista de Arte y Pensamiento. Octavio Zaya critica la politicizzazione dell'evento, nato come atto di prestigio per promuovere la rielezione del presidente Diouf. Secondo Zaya, le mostre ufficiali e quelle parallele sono estremamente accademiche, conservatrici e senza un contesto coerente; gli artisti più coraggiosi e più interessanti boicottano l'evento o non vi partecipano. L'organizzazione mostra le difficoltà della gestione finanziaria e la mancanza di esperienza e di abilità del Segretario Generale Amamdou Lamine Sall.
Partecipano alla Biennale anche André Magnin (intervistato da Antonio Zaya per “Atlantica Revista de Arte y Pensamiento”) e Clémentine Deliss, che scrive una recensione per la rivista Third Text. Secondo le informazioni fornite dal Clémentine Deliss, Iba N’Diaye non riceve mai il suo biglietto aereo per partecipare alla Biennale; Issa Samb (conosciuto anche come Joe Ouakam) e El Hadji Moussa Babacar Sy si rifiutano invece di esporre.
Nel dicembre del 1992 viene pubblicato dalla rivista francese Revue Noire un numero speciale sull'arte contemporanea in Senegal, dove Kalidou Sy sottolinea il nuovo equilibrio dell'arte senegalese, non più legato soltanto alla promozione statale (come era stato per il movimento della Négritude e per l'École de Dakar), ma aperto all'iniziativa dei singoli artisti e al ruolo centrale dell'Ecole des Beaux-Arts di Dakar.
Le esposizioni mostrano l'interesse del governo nazionale per la valorizzazione della cultura, riallacciandosi idealmente al Festival Mondial des Arts Nègres organizzato nel 1966 dal primo presidente del Senegal Léopold Sédar Senghor. La Biennale è un luogo di incontro, di scambio e di dibattito. A differenza delle edizioni che la seguono, l'Esposizione Internazionale è aperta a partecipanti di tutti i continenti. Secondo Iolanda Pensa, il ruolo delle ambasciate, dei centri culturali e dei ministeri senegalesi è essenziale nel contattare gli artisti e nel proporre la loro candidatura; Secondo Yacouba Konaté, l'organizzazione della biennale è determinata da scelte programmatiche. Il risultato è una collettiva di opere essenzialmente pittoriche e scultoree, varie dal punto di vista della qualità. I partecipanti della Biennale sono soprattutto senegalesi o occidentali, molti dei quali residenti all'estero (senegalesi residenti in Occidente e occidentali residenti in Africa, perché più facili da raggiungere); sono invitati pochi artisti di altre nazioni africane. Secondo Isabel Bosman, la Biennale mostra il suo desiderio di trarre vantaggio dall'apertura verso i paesi ricchi, mentre si disinteressa alla creazione di un nuovo settore africano1. La selezione degli artisti non è legata ad alcun criterio che sia una chiave di lettura alle esposizioni. Per la loro vivacità, gli eventi paralleli vengono apprezzati più delle esposizioni ufficiali, che deludono molti visitatori internazionali per la mancanza di direzione artistica e per la scarsa qualità delle opere.
La Biennale viene sentita come uno spazio prezioso per l'arte dell'Africa, ma ancora lontano dall'essere valorizzato. È un evento realizzato con molte difficoltà tecniche (in particolare diverse opere non arrivano a destinazione e non è raccolta nessuna documentazione) e con diversi problemi finanziari (delle forniture e dei servizi non vengono pagati: i conti vengono poi saldati con il budget della Biennale successiva); il progetto iniziale non è considerato coerente e ben strutturato e gli organizzatori non sono esperti del settore. È inoltre sentita la necessità di circoscrivere l'evento alla promozione dell'arte africana, considerata essenziale per la crescita ed il miglioramento dell'evento. Un aspetto interessante della Biennale del 1992 è l'assenza di alcuni importanti artisti senegalesi, che – per la cattiva gestione – non sono invitati o che si rifiutano di partecipare.

## Partecipanti

### Esposizione internazionale
- Sualihu Agendey
- Pap Evil
- Paul Ahyi
- Odile Alexandre-Rousselet
- Amadou Yero Ba
- Elvira Bach
- Alessandro Battistin
- Frank Bowling
- André Bregnard
- Ernest Breleur
- Fodé Camara
- Ana Maria Cantuaria
- Maria Causa
- El Hadji Mansour Ciss
- Edward Clark
- Serge Correa
- Daniel Corvisy
- Claudio Costa
- Nafogo Coulibaly
- Marianne Diagne Chanel
- Alpha Walid Diallo
- Amadou Moussa Diallo
- Daouda Diarra
- Léon-Paul Diatta
- Viyé Diba
- Moustapha Dimé
- Guibril André Diop
- Moussa Diop Samba Laye
- Ibou Diouf
- Saliou Démanguy Diouf
- Sokari Douglas Camp
- Leonardo Drew
- Jocelyne Duchesne
- Vincent Dunglas
- Francois-Charles Edouard
- Ronald Evers
- Marc-René Faivre
- Mamadou Fall Dabo
- Daniel Fauville
- Ousseynou Fidèle
- Seyni Gadiaga
- Aїssatou Germaine Anta Gaye
- Ablode Glover
- John Goba
- Penda Gueye
- Mussaa Baydi Guissiam
- Tapfuma Gutsa
- Lemma Guya
- Hamid
- Serge Hélénon
- Braïma Injaï
- Ibrahima Kebe
- Pascal Kenfack
- Amadou Kéré M'Baye
- Souleymane Keїta
- Jean-Yves Klein
- Abdoulaye Konaté
- Jean Kouam
- Eliane Larus
- Monique Le Houelleur
- Amadou Leye
- Liyolo Limbé M'Puanga
- Susan Malcik
- Ousseynou M'Baye (detto Seni)
- Manuel Mendive
- Mohror
- Kra N’Guessan
- Antoine Nabajoth
- Djibril N'Diaye
- Iba N'Diaye
- Pape Youssou N'Diaye
- Momar N'Doye
- Maodo Niang
- Martine Nostron
- Mary Lovelace O'Neal
- Ouattara
- Joe Overstreet
- Muraina Oyelami
- Bruno Pedurand
- Mauro Petroni
- Roger Pfund
- Barbara Prezeau
- Raza
- Malek Salah
- Bassirou Sarr
- Bettina Scholl Sabbatini
- Chukley Vincent Secka
- Babacar Sédikh Traoré
- Antonio Segui
- Madeleine Senghor
- Alpha Sow
- Amadou Sow
- Ousmane Sow
- Tafsir Momar T.M.G.
- José Tarabal
- Thierry Tian-Sio-Po
- Moussa Tine
- Toshi (artista)
- Aly Traoré
- Jean Trousselle
- Bondo Tshibanda
- Hans Alexander Van Rhoon
- Jephan de Villiers
- Peter Weihs
- Jacob Yakouba
- Zérihun Yetmgeta
- Mawadou Zulu

### Documenti dell'evento
- Dakar 1992: Biennale internationale des Arts, Editions Beaux Arts, Paris, 1992.
- Salon de l'Amitié – Dak'Art 92, Dakar, 1992, pp. 16.
- Isabelle Bosman, Dak'Art 96 – Troisième édition de la Biennale de Dakar – Etude d'evaluation (rapport intermédiaire), Dakar, gennaio 1997.
- Alioune Badiane, Rapport du Seminaire International d'evaluation de Dak'Art 96, Dakar, 02-03/04/1997.

### Articoli e recensioni
- Abdou Sylla, Arts Plastiques et Etat – Trente cinq ans de mécénat au Sénégal, Université Ch.A.Diop, Dakar, 1998, pp. 151–153 (Biennale di Dakar del 1990 e del 1992).
- Kalidou Sy, Biennale de Dakar 92: confrontation? In "Revue Noire" 12/1992 e 01-02/1993, n. 7, p. 6.
- Rokhaya Daba Sarr, Dakar en toute liberté in “Revue Noire”, numero 7, dicembre 1992 gennaio-febbraio 1993, p. 2.
- Ery Camara, Enigmas of the Crossroad: Vision and Light. Reception and Distribution of African Art in "Atlantica Revista de Arte y Pensamiento" 1993, n. 5, pp. 95–104.
- Octavio Zaya, On Dak'Art 92 in "Atlantica Revista de Arte y Pensamiento" 1993, n. 5, pp. 126–128.
- Octavio Zaya, Interview with André Magnin in "Atlantica Revista de Arte y Pensamiento" 1993, n. 5, pp. 129–131.
- Clémentine Deliss, The Dakar Biennale '92: Where Internationalism Falls Apart in "Third Text" 1993, n. 23, pp. 136–141.
- Simon Njami e Jean Loup Pivin, Dak'Art, Biennale de l'art africain contemporain de Dakar. Africus, Biennale de Johannesburg in “Revue Noire”, n. 17, 06-07-08/1995, pp. 88–89.
- Sabine Cessou, Marie-Laure Croiziers de Lacuivier. Droguée d'art in "L’Autre Afrique" 10-16/06/1998, p. 71.
- Iolanda Pensa, La Biennale di Dakar, tesi di laurea, relatore Luciano Caramel e correlatore Francesco Tedeschi, Università Cattolica di Milano, Laurea in lettere e filosofia, 2003 (CC-BY-SA).
- Iolanda Pensa, La Biennale de Dakar comme projet de coopération et de développement, tesi di dottorato in Anthropologie sociale et ethnologie e in Governo e progettazione del territorio, Ecole des Hautes Etudes en Sciences Sociales in co-tutela con il Politecnico di Milano, Dipartimento di Architettura e Pianificazione, direttori di ricerca Jean-Loup Amselle in co-tutela con Rossella Salerno; giuria Jean-Loup Amselle, Elio Grazioli, Rossella Salerno, Tobias Wendl, Parigi, 27/06/2011. CC BY-SA.
- Daniel Sotiaux, Dix ans déjà! in Dak'Art 2002 : 5ème Biennale de l'Art Africain Contemporain (cat. expo), La Biennale des Arts de Dakar, Dakar, 2002, p. 155-158.
- L'Union Européenne et la République du Sénégal – Rapport annuel 1996 (VIII/1100/97-FR), Dakar, 1997.
- Cédric Vincent, Le grand défi de Dak'Art, c'est l'élargissement de son public: entretien avec Rémi Sagna in "Africultures", 06/05/2008.